# Ібраїма Бальде
Ібраїма́ Бальде́ (фр. Ibrahima Baldé, нар. 1 вересня 1990, Дакар) — сенегальський футболіст, нападник клубу ЧФР (Клуж-Напока).

## Клубна кар'єра
Народився 1 вересня 1990 року в місті Дакар. 
Вихованець юнацьких команд аргентинських футбольних клубів «Аргентинос Хуніорс» та «Велес Сарсфілд».
У дорослому футболі дебютував 2009 року виступами за дублюючу команду клубу «Атлетіко», в якій провів один сезон, взявши участь у 18 матчах чемпіонату. 
Своєю грою за цю команду привернув увагу представників тренерського штабу основного клубу «Атлетіко», до складу якого приєднався 2010 року і допоміг клубу виграти Лігу Європи.
Протягом сезону 2010—11 років на правах оренди захищав кольори «Нумансії».
13 квітня 2011 року уклав контракт з «Осасуною», у складі якого провів наступний рік своєї кар'єри гравця.  Більшість часу, проведеного у складі «Осасуни», був основним гравцем атакувальної ланки команди.
До складу російського клубу «Кубань» приєднався 19 липня 2012 року за 3,5 млн євро. 

## Виступи за збірні
2012 року захищав кольори олімпійської збірної Сенегалу на Олімпійських іграх 2012 року у Лондоні.
25 травня 2012 року дебютував в офіційних матчах у складі національної збірної Сенегалу в товариській грі проти збірної Марокко, яка завершилася перемогою сенегальців з рахунком 1-0. 
Наразі провів у формі головної команди країни 2 матчі, забивши 1 гол.
| Дата       | Місто    | Господарі | Результат | Гості   | Турнір            | Голи | Примітки |
| ---------- | -------- | --------- | --------- | ------- | ----------------- | ---- | -------- |
| 25/05/2012 | Марракеш | Марокко   | 0 – 1     | Сенегал | товариський матч  | -    |          |
| 02/06/2012 | Дакар    | Сенегал   | 3 – 1     | Ліберія | Відбір до ЧС 2014 | 1    |          |
| Усього     |          | Матчів    | 2         |         | Голів             | 1    |          |

## Титули і досягнення
- Переможець Ліги Європи (1):

«Атлетіко»:  2009–10